# Раковец (Сорокский район)
Раковец (рум. Racovăţ, Раковэц) — село в Сорокском районе Молдавии. Относится к сёлам, не образующим коммуну.

## География
Село расположено на высоте 121 метр над уровнем моря.

## Население
По данным переписи населения 2004 года, в селе Раковэц проживает 3770 человек (1886 мужчин, 1884 женщины).
Этнический состав села:
| Национальность | Число жителей | Процентный состав |
| -------------- | ------------- | ----------------- |
| молдаване      | 3751          | 99,5              |
| украинцы       | 7             | 0,19              |
| румыны         | 6             | 0,16              |
| русские        | 4             | 0,11              |
| гагаузы        | 1             | 0,03              |
| болгары        | 1             | 0,03              |
| Всего          | 3770          | 100 %             |